# Grube Altenwald
Die Grube Altenwald ist ein ehemaliges Steinkohlebergwerk im Ortsteil Altenwald der saarländischen Stadt Sulzbach.

## Geschichte
Schon im 16. Jahrhundert wurde in der Sulzbacher Bann der Grafschaft Nassau-Saarbrücken Steinkohle abgebaut. Im Jahr 1586 erließ Graf Philipp von Nassau-Saarbrücken eine zunftmäßige Ordnung für den Abbau. In dieser Zeit diente die Kohle vor allem der Eigenversorgung der bäuerlichen Kohlengräber, zu Beginn des 17. Jahrhunderts wurde die Kohle aber auch zur Handelsware. Für 1730 wurden in einem Bericht acht Gruben mit 27 Kohlengräbern aufgelistet. Die Grube Altenwald wird erstmals 1747 in staatlichen Akten erwähnt, zu diesem Zeitpunkt war sie an die Friedrichsthaler Glashütte verpachtet.:16
Im Winter 1750/51 verstaatliche Fürst Wilhelm Heinrich die Kohlengruben seines Landes, darunter auch die Sulzbacher Gruben. Zwar durften die Kohlengräber meist weiter graben, doch mussten sie nun die Hälfte ihrer Förderung an den Landesherren abtreten. Die meisten Gruben wurden aber an ein Konsortium privater Unternehmer verpachtet. Die Sulzbacher Gruben wurden einer unmittelbaren, landesherrlichen Administration unterstellt.:12 f. Im Jahr 1765 wurde die Kokerei Altenwald gegründet, nachdem es schon 1761 Versuche mit der Koksproduktion gab. Die Kokerei ist damit die älteste Deutschlands. 

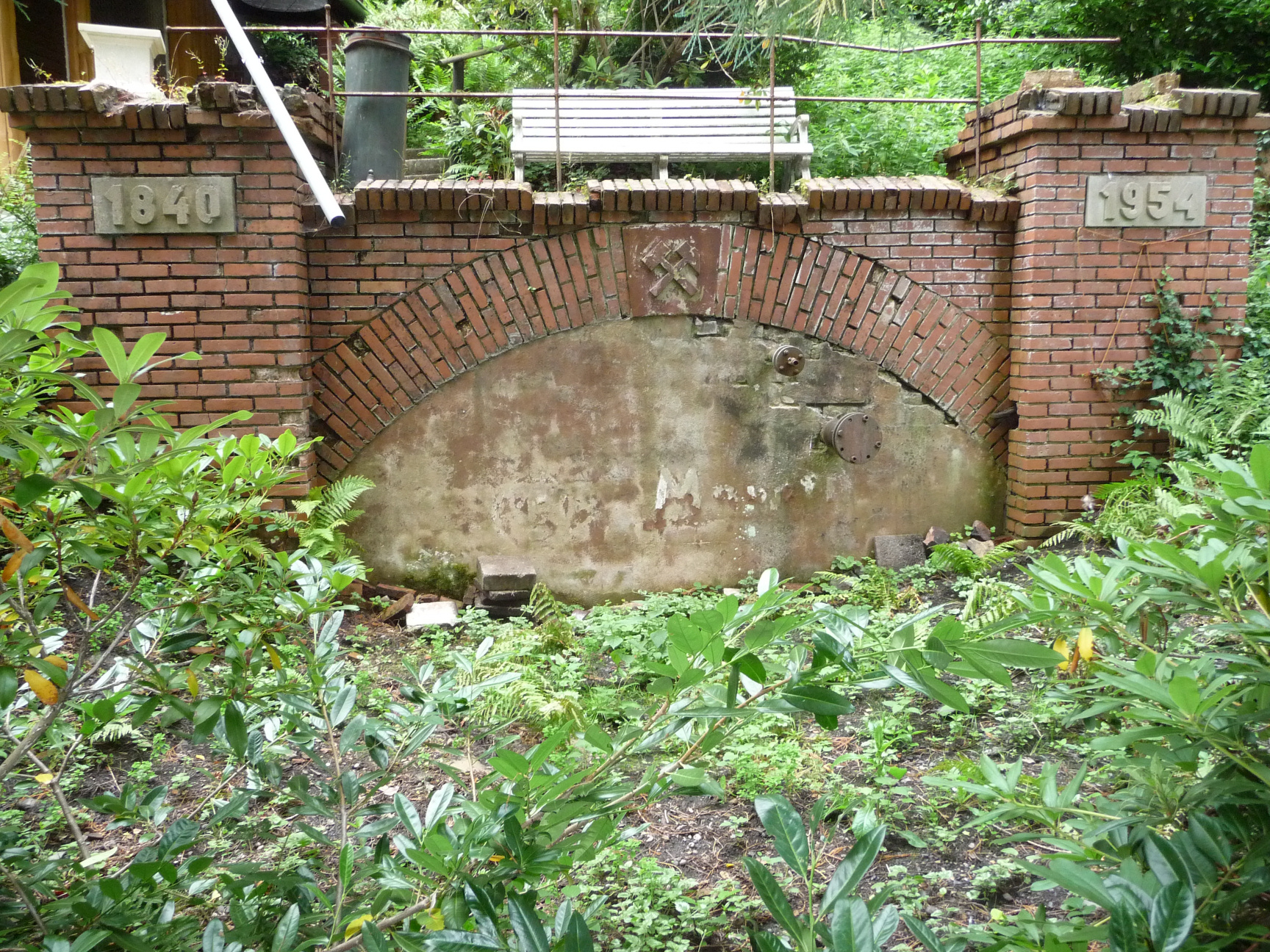
Mundloch des Flottwellstollens

Der Berginspektor H. Jacobi berichtete 1765, dass die Sulzbacher Gruben in keinem guten Zustand seien und schlug vor, die meisten einzustellen. In der Folge wurde einige Gruben stillgelegt. Der Abbau der restlichen wurde professionalisiert. Aus dem Tagebau wurden ab den 1780er-Jahren waagerechte Stollen mit Querschlag.:15
Ab 1793 waren die Sulzbacher Gruben an die Mariannethaler Glashütte (St. Ingbert) verpachtet. Im Jahr 1808 zog der französische Fiskus die Gruben ein, verpachtete sie 1812 aber erneut an den Besitzer der Mariannethaler Hütten.:16
Nachdem Preußen im Zweiten Pariser Frieden große Teile des ehemaligen Fürstentums Nassau-Saarbrücken zugesprochen bekommen hatte, zog der preußische Fiskus die Grube Altenwald 1817 ein, die Glashütte Vopelius wurde entschädigt.:16 Obwohl sich die Grube damals laut Berichten in einem schlechten Zustand befunden haben soll, wurde sie weiter betrieben. Man wollte die verrichteten Kohlepfeiler nicht verlieren und fürchtete die Konkurrenz der bayrischen Grube St. Ingbert. Im Jahr 1819 waren die Kohlepfeiler verhauen und der Betrieb wurde eingestellt.:17
Die wachsende Nachfrage nach Kohle und Koks veranlasste den preußischen Finanzminister Albrecht von Alvensleben aber 1839, das Saarbrücker Bergamt mit einem Betriebsplan zur Wiederaufnahme des Kohleabbaus in Altenwald zu beauftragen, nachdem dort größere Kohlevorkommen entdeckt worden waren. Am 4. November 1839 verfügte der Finanzminister die „Aufschließung der Grube durch einen Stollen“.:19 Schon im Januar 1840 wurde am Zusammenfluss von Ruhbach und Sulzbach der Flottwellstollen angehauen, allerdings auf einen größeren Vortrieb verzichtet. Schon im Sommer 1840 verfügte der Finanzminister, dass die Grube Altenwald mit der Grube Sulzbach zusammengelegt werden sollten. Die Grube Sulzbach wurde 1841 eigenständig und aus dem Verbund der Grube Dudweiler-Sulzbach ausgegliedert.:20
Zu neuer Bedeutung gelangte die Grube Altenwald mit dem Bau der Eisenbahnlinie durch das Sulzbachtal im Jahr 1852. Schon im August 1851 begannen die Abteufarbeiten für zwei Förderschächte (Eisenbahnschacht I und II) und eines Gegenortschachtes. Außerdem wurde ein Bahndamm aufgeschüttet, um die die Kohlen des Flottwellstollens mit Pferden zur Bahn zu transportieren. im folgenden Jahr berichtete man an den Eisenbahnschächten Maschinenhäuser mit Kesselhaus und Esse. Am Förderschacht II wurde eine 30-PS-Fördermaschine installiert und am 1. Dezember mit der Förderung begonnen.:22
Ende der 1850er Jahre war man bis zur Saarsohle vorgestoßen und stellte von Rolloch- auf Bremsbergförderung um. Die Förderung stieg in dieser Zeit stark an, 1855 förderte man in Altenwald jährlich etwa 143.000 Tonnen Kohle, 1859 152.000 t und 1861 schon 207.000 t. Erreicht wurde dies vor allem durch eine Aufstockung des Personals von 573 auf 1034 Bergleute (Gesamtpersonal Grube Sulzbach-Altenwald):24 f. Erreicht wurde dies anfangs durch die Rekrutierung im nahen Umfeld der Gruben, später aber auch durch Zuzug von außerhalb. Schon 1839 wurde ein erstes Schlafhaus gebaut. Ab 1845 genügte dies nicht mehr und in den folgenden Jahren wurden zusätzliche Schlafhäuser errichtet, man begann außerdem mit einer Ansiedlungspolitik und vergab Zuschüsse und günstige Baukredite.
Im Jahr 1859 wurde die Grube Altenwald eigenständig, im Jahr 1866 allerdings mit der Grube Sulzbach wiedervereint. Schon 1865 hatte der Eisenbahnschacht I die erste Tiefbausohle erreicht, Förderschacht II dann ein Jahr später. 1873 erreichte Schacht I die dritte Tiefbachsohle. Aufgrund der großen Tiefe wurde die Wasserhaltung und die Bewetterung immer schwieriger.:36 Im Jahr 1863 erhielt der Sulzbacher Gegenortschacht eine 15-PS-Lokomobile zur Wasserhaltung und Förderung, der Eisenbahnschacht II wurde mit einer 120-PS-Zwillings-Fördermaschine ausgerüstet, 1867 wurde eine neue Fördermaschine mit Spezialseilkorb auf dem Eisenbahnschacht I in Betrieb genommen.:36 Im Jahr 1870 ersetze man die alten Wetteröfen in Altenwald durch eine Ventilator-Anlage mit zwei Guibal-Ventilatoren von 7 m Durchmesser. Die Förderung stieg in dieser Zeit erneut stark an. Wurden 1865 292.000 t in Altenwald gefördert, waren es 1872 schon mehr als 402.000 t pro Jahr. Erst in den 1880er- und 1890er-Jahren kam es zu einer Konjunkturdelle und die Nachfrage brach ein. Der Abbau ging in Altenwald aber weiter, im Jahr 1885 war der Eisenbahnschacht II bis zur vierten Sohle aufgeschlossen.:65
Im Jahr 1894 wurde mit dem Hermannschacht im nahen Bildstock ein weiterer Wetterschacht angelegt, 1898 mit dem Mathildenschacht ein weiterer ausziehender Wetterschacht abgeteuft und bis 1900 nah an die vierte Sohle niedergebracht. Der neue Moorbachschacht reichte als ausziehender Wetterschacht bis zur dritten Sohle auf 311 Meter. Der Abbau der vierten Sohle wurde durch den Eisenbahnschacht I vorangetrieben, von der dritten Sohle durch den Eisenbahnschacht II, während die auf der fünften Sohle fallende Kohle teilweise durch den Gegenortschacht und den Friedrichsthaler Kolonieschacht (als einziehender Wetterschacht) zunächst auf die 3. Sohle gehoben, und von dort durch den Eisenbahnschacht II zu Tage gebracht. Der Flache Schacht führte als einziehender Wetterschacht bis zur 4. Sohle hinab.:88
Das Vordringen in immer größere Abbautiefen erforderte immer leistungsfähigere Förder- und Wasserhaltungsmaschinen sowie eine wirksamere Wetterführung mit maschinengetriebenen Ventilatoren. Die beiden Eisenbahnschächte erhielten in den Jahren 1886 bis 1888 neue Fördermaschinen, Seilscheibengerüste aus Stahl sowie neue Maschinengebäude.:65 Die Förderkraft stieg weiter an, 1899 wurden in Altenwald mehr als 470.000 t Steinkohle gefördert, die Gesamtbelegschaft war inzwischen auf 3.712 Mann angewachsen. Erst mit dem Kriegsausbruch 1914 gingen Belegschaft und Förderung deutlich zurück. Inzwischen wurde in Altenwald bis zur 5. Sohle abgebaut.
Gleichzeitig wurde in Altenwald ein neues Verfahren zum Bergeversatz eingeführt, mit dem die entstandenen Hohlräume nicht mehr von Hand, sondern mechanisch aufgefüllt wurden. Mit dem Spülversatz wurde das Bergematerial mit Wasser unter Hochdruck in die Abbauorte gespült. Außerdem wurden seit 1905 Diesellokomotiven auf den Hauptförderstrecken eingesetzt.:91 Schon seit den 1890er Jahren wurde die Elektrizität als Kraftquelle in den Gruben eingesetzt.
Nach dem Ende des Ersten Weltkrieges stieg auch Belegschaft rasch wieder an. Die Förderung betrug in Altenwald mehr als 631.000 t, mehr als 4.800 Menschen arbeiteten in der gesamten Grube. Am 10. Januar 1920 gingen die Saargruben in das Eigentum des französischen Staates über, am 17. Januar übergab man die Grube Sulzbach-Altenwald an einen Vertreter der französischen Regierung.:98 Die Elektrifizierung wurde unter französischer Verwaltung weiter vorangetrieben. Die Grube Altenwald erhielt 1927/28 eine neue, moderne elektrische Fördermaschine. Verstärkt wurden auch Schrämmaschinen eingesetzt. Trotzdem ging die Förderung unter französischer Administration deutlich zurück. Bis 1932 sank die Fördermenge auf 173.404 t.
Spätestens ab Mitte der 1920er-Jahre bestanden wohl Überlegungen, die Grube stillzulegen.:116 Tatsächlich wurde die Grube Ende Juni 1932 stillgelegt und die Grube Mellin (Sulzbach) mit der Grube Maybach vereinigt. Als dann im Jahre 1935 die Saargruben wieder in deutschen Besitz übergingen, bildete Mellin mit Maybach und St. Ingbert das Steinkohlenbergwerk Sulzbach. Die Grube Mellin wurde 1954 ganz aufgegeben.:123